# Streven
Streven is een cultureel-maatschappelijk tijdschrift uit Vlaanderen dat zich toelegt op de essayistiek. Het verschijnt maandelijks en biedt een platform voor kritische reflectie op ontwikkelingen in diverse gebieden, van filosofie tot film, van recht tot kunst, van theologie tot economie. Het biedt bewust een tegenwicht tegen de snelheid in de populaire media en is bedoeld voor de lezer die liever niet onmiddellijk maar wel doordacht met actuele ontwikkelingen bezig is. Streven richt zich niet op een publiek van een bepaalde leeftijd of gezindte, wel op een ‘generatie die de geest heeft’, op personen met een verlangen naar geïnspireerde verdieping. Streven bevat een Forumrubriek voor opiniestukken, een Podiumrubriek voor artikelen over kunst en literatuur, en in elk nummer een reeks boekrecensies. Jaarlijks houdt het tijdschrift een essaywedstrijd voor beginnende essayisten en publiceert het een themanummer.

## Geschiedenis
Het tijdschrift werd opgericht in 1933 door de jezuïet Frans De Raedemaeker en was aanvankelijk een cultureel tijdschrift door jezuïeten. Onder Frans Van Bladel, S.J., die hoofdredacteur was van 1957 tot 1973, stapte het tijdschrift hiervan af en kwam er plaats voor niet-katholieke auteurs. Ook was er plaats voor Nederlandse redactieleden en columnisten. Er werden ook artikels in het Afrikaans opgenomen. Door financiële en menselijk problemen verschijnt het tijdschrift vanaf 2020 enkel nog digitaal.

## Redactie en kunstenaars
De redactie van Streven bestaat onder meer uit Herman Simissen (hoofdredacteur), Ludo Abicht, Tinneke Beeckman en Annemarie Estor. Enkele vaste columnisten zijn Aleid Truijens, Michiel van Kempen, Klaas Tindemans en Harold Polis. 